# جيش الجنوب (الحرب الأهلية الإسبانية)
جيش الجنوب (بالإسبانية: Ejército del Sur)‏ المعروف أيضًا باسم جيش العمليات الجنوبية، هو تجميع الأرتال المتمردة الجنوبية من قوات جبهة التمرد خلال الحرب الأهلية الإسبانية. أنشئ في 1 أغسطس 1936 بهدف تجهيز جبهات أندلسيا وإكستريمادورا. ورئيسها هو الجنرال غونزالو كيبو ديانو، ومقره الرئيسي في مدينة إشبيلية. ساهم في حملة إكستريمادورا وحملة أسيتونا ومعركة مالقة ومعركة بوزوبلانكو ومعركة جيب ماردة ومعركة فالسكويلو والهجوم الأخير.

## البداية
في 2 أكتوبر 1936 ظهرت الجريدة الرسمية في مدينة بورغوس، ومعها القانون الذي أنشأ المجلس الفني للدولة، وأصدر مراسيم منفصلة لإنشاء جيوش الشمال والجنوب. كان كيبو ديانو مسؤولاً عن جبهات المنطقة الثانية السابقة ومقاطعة بطليوس.